# Киртхар (хребет)
Киртха́р, Кирта́рские горы (урду كوه کیر تھر‎, синдхи کير ٿر جبل) — горный хребет в Пакистане, на территории провинций Синд и Белуджистан. Расположен на юго-восточной окраине Иранского нагорья, примыкает к долине реки Инд.
Протяжённость хребта составляет около 300 км. Преобладающие высоты находятся в пределах от 1000 до 1500 м. Высшая точка — пик Зардак (2237 м). Хребет сложен преимущественно песчаниками и известняками. Западные и северо-восточные склоны подвержены муссонам и покрыты разреженной древесно-кустарниковой растительностью. На других, более сухих склонах господствуют ландшафты горных пустынь и полупустынь. В южной части хребта расположен национальный парк Киртхар.